# Пивоварський Андрій Миколайович
Андрій Миколайович Пивоварський (нар. 12 червня 1978, Київ, УРСР) — український фінансист і менеджер, генеральний директор групи компаній «Континіум». Міністр інфраструктури України у другому уряді Яценюка (за квотою БПП).

## Освіта
Закінчив середню загальноосвітню школу 1-3 ступенів № 158 м. Києва, КНУ ім. Шевченка (магістр історії) і Школу Флетчера (Університет Тафтса, США), магістр міжнародного бізнесу і фінансів.

## Кар'єра
- 01.2006 — 03.2012 – радник з питань корпоративних фінансів, економічний радник з питань корпоративних фінансів СП ТОВ «Драгон Капітал»;
- 03.2012 — 12.2012 — начальник відділу корпоративного управління «Драгон Капітал»;
- 01.2013 — 09.2013 — перший заступник генерального директора ТзОВ «Континіум»;
- 10.2013 — 12.2014 — директор ТзОВ «Континіум»;
- 02.12.2014 — став Міністром інфраструктури України.

## Розслідування
У лютому 2023 року правоохоронці повідомили Пивоварському підозру у зловживаннях зі збитками для держави на понад $30 млн.
У липні 2024 року САП та НАБУ скерували до суду обвинувальний акт стосовно Пивоварського та його першого заступника, що завдали бюджету збитків на $49 млн. За даними слідства, 2015 року міністр зі своїм заступником (головою Тарифної ради Міністерства інфраструктури) видав наказ, який дозволяв приватним компаніям стягувати половину ставки корабельного збору із суден в морському порту «Південний».